# Neo Ranga
Neo Ranga (南海奇皇ネオランガ, Nankai Kio Neoranga) és una sèrie d'anime de 48 capítols distribuïts en dues temporades, creada per l'Studio Pierrot. Fou emesa originalment al Japó pel canal satèl·lit WOWOW, com a part de l'espectacle global Anime Complex, des del 6 d'abril de 1998 fins al 28 de setembre del mateix any.

## Argument
Fa temps, les tres germanes Shimabara van anar a la petita illa de Barou, situada prop d'Indonèsia, on van descobrir que el seu germà desaparegut n'era el rei i que havia tingut un fill, en Joel. Allà coneixen Ranga, un antic déu sorgit de l'interior d'una muntanya, que les designa successores del regne. Ara les tres germanes assisteixen, en plena ciutat de Tòquio, a l'aparició d'un robot gegant, en Neo Ranga, que ha vingut a buscar-les. Encuriosides per descobrir el misteri que s'amaga darrere d'aquesta màquina, la Minami, la Ushio i la Yuuhi faran tot el que puguin per evitar que l'exèrcit s'apoderi del robot, perquè d'alguna manera intueixen que pot tenir alguna relació amb el seu germà... O no?

## Neo Ranga: enigmes en moviments
Neo Ranga, a diferència d'altres animes, no té els seus orígens en un manga, sinó que és un producte que neix amb la intenció de ser emès directament per televisió. En concret, pel canal digital WOWOW el 4 d'abril de 1998. D'aquesta manera, al llarg de 48 episodis, de quinze minuts cadascun (fet que trenca la tradició dels vint minuts de durada), Neo Ranga es va convertir en una de les sèries més originals i millor cuidades d'aquella temporada. Pony Canyon i Studio Pierrot es van encarregar de produir l'anime i van aconseguir uns resultats més que decents. La direcció va estar a càrrec de Juno Kamiya, l'aclamat director de Vídeo Girl Ai, Blue Seed o Hikaru no Go.
Aquesta sèrie destaca per una gran cura del disseny de producció. Des dels espectaculars fons fins a l'estilitzat disseny dels personatges, tot en aquest anime està elaborat molt tècnicament. Els colors són variats i molt vistosos, i la fluïdesa de moviments és digna d'admiració. Hi ha un treball meticulós en aquest últim aspecte, i és molt estrany veure un episodi que baixi de la mitjana de qualitat, ja que la regularitat tècnica és una de les característiques més atraients de Neo Ranga. De la mateixa manera, la música aconsegueix dotar el producte d'un halo místic. Els sons tribals doten Neo Ranga d'un poder ancestral i impregnen la història d'un sentit transcendent.
A més, la història és enigmàtica i atraient, sense que esdevingui gaire enrevessada. La seva millor carta és la manera com es desgrana la informació, a poc a poc, fet que manté els seguidors en suspens d'un episodi a un altre i ofereix assossegadament detalls de cada un dels protagonistes (amb especial menció a les germanes protagonistes).

## Personatges
Amb un estil new age i un rerefons místic i mil·lenari, Neo Ranga és un dels animes més valorats pels aficionats nipons. El disseny dels personatges fou dut a terme per Hiroto Tanaka.

### Minami Shimabara
Seiyū: Yuko Sumitomo
Veu de doblatge: Esther Solans
De vint anys, és la més gran de les germanes i, essencialment, actua com una mare per a Ushio i Yuuhi. Té diverses feines alhora per mantenir la seva família i, entre d'altres, treballa com a repartidora de diaris o com a cambrera. És també propietària de l'empresa de cercatalents Star Hole, i aquesta experiència la torna crítica quan ella i les seves germanes hereten Neo Ranga. Minami és vist com un personatge fred i distant, en part a causa de la seva naturalesa protectora i pel fet d'estar constantment preocupada pels diners, motiu que de vegades fa que utilitzi Neo Ranga amb ànim de lucre.

### Ushio Shimabara
Seiyū: Yuko Miyamura
Veu de doblatge: Marta Ullod
És una noia de quinze anys amb un agut sentit de la justícia i la generositat. Ràpidament accepta la presència de Joel, així com la seva posició com a guardià de Neo Ranga. Ushio és sovint vista com la més empàtica i sensible de les germanes Shimabara, especialment pel que fa a les interaccions de Neo Ranga en la vida diària dels japonesos.

### Yuuhi Shimabara
Seiyū: Eri Sendai
Veu de doblatge: Mònica Padrós
De tretze anys, assisteix a una escola privada a Shinagawa (Tòquio) gràcies a una beca aconseguida a través d'en Kazuo Fujiwara, mestre en aquesta escola i amic d'infantesa del germà gran de la família Shimabara, en Masaru. Sovint rep regals cars i favors d'admiradors, fins i tot del seu mestre. Seriosa i enigmàtica, sembla la més egoista de les germanes, però és també la més popular. Yuuhi es complau en l'ús de Neo Ranga per intimidar els elements indesitjables del seu barri, com els yakuza, per a gran consternació de les seves germanes.

### Joel
Seiyū: Harunori Miyata
Veu de doblatge:
És l'herald de les notícies sobre el germà gran, Masaru, a les tres germanes Shimabara, i pel que sembla, nebot d'aquestes. Sempre se'l veu acompanyat d'un petit drac blanc, i porta els cabells recollits en una trena llarga i rossa.

### Neo Ranga
És el gegant déu protector de Barou, que sembla un encreuament entre Godzilla i un enorme mecanisme semiorgànic (potser en part inspirat per Neon Genesis Evangelion), però també pot recordar un gòlem. Té una forma vagament humanoide, és de color negre i gris, cobert amb remolins de color vermell. Neo Ranga no parla, i només és capaç d'expressar-se amb els seus moviments i amb els seus ulls misteriosos.

## Música
Tema d'obertura
- Episodis 1-24: "Kaze no Nemuru Shima" - Yuko Miyamura, Yuuko Sumitomo, i Eri Sendai
- Episodis 25-48: "Kami to Nare" - Kuniaki Haishima

Tema final
- Episodis 1-24: "Prologue ~A City In The Sky " - Masaaki Ito
- Episodis 25-48: "Kawaki No Miwa Ni Te" - Yuko Miyamura, Yuko Sumitomo, i Eri Sendai

## DesmuntantNeo Ranga
Els mechas, robots de grans dimensions que lluiten pel bé de la humanitat, han estat un dels temes més explotats per l'anime. Al llarg de la història, l'animació japonesa ha creat centenars de sèries robòtiques; una de les més enigmàtiques d'aquest subgènere de la ciència-ficció és Neo Ranga.
"La sèrie està ambientada en un món real, tot i que els personatges, els robots gegants i les noies que viuen en una illa deserta són molt fantasiosos. L'acció transcorre a Tòquio, una localització que vam dissenyar de la manera més realista possible. Per tant, la dificultat va ser salvar la diferència que hi ha entre els robots enormes i els éssers fantàstics, i fer-los encaixar en un Tòquio que vam concebre d'una manera realista."
"Es podria dir que Neo Ranga recorda Evangelion. En el camp de la direcció artística, per exemple, en què apareixen elements com ara ruïnes antigues o la lluita entre éssers divins i humans. I, bàsicament, aquest és el punt al voltant del qual gira la història."
"Els espectadors als quals els va agradar Evangelion segurament trobaran punts de coincidència en l'argument de Neo Ranga, i s'ho passaran igual de bé."